# السنكريات
السنكريات منطقة عراقية في حوض وادي المهاري، بناحية الشبكة بقضاء النجف بمحافظة النجف بالبادية العراقية جنوب العراق، ارتفاعها 508 أمتار فوق سطح البحر.